# Forngutniska
Forngutniska kallas det språk som talades på Gotland från omkring 900 e.Kr till och med 1600-talet. 

## Språkutveckling
Forngutniskan hade ett konservativt böjningssystem och var, i motsats till andra skandinaviska språk, i princip opåverkat av lågtyskan ända in i modern tid. Under 1600-talet förändrades språket och kom att få mer dansk-svenska former och ett enklare böjningssystem. Detta markerar slutpunkten för forngutniskan som därmed övergick i de gotländska dialekterna. Dock levde mycket av forngutniskans ålderdomligheter (som t.ex. äldre kasus och äldre uttal) kvar inom konservativa befolkningsgrupper på t.ex. Fårö och längst söderut i socknar som t.ex. Sundre, Vamlingbo och Hamra ännu på mitten av 1800-talet. Även Näs och Gothem bevarade många mycket gamla drag och former till åtminstone 1940-talet.

## Släktskap
Forngutniskan räknades förut till den östnordiska grenen av de nordiska språken, men uppvisar sådana avvikelser gentemot forndanska och fornsvenska att den numera anses utgöra en särskild gren . Från forngutniskan härstammar dagens gutniska som fortfarande talas i vissa socknar på Gotland, fast den påverkats relativt mycket av danska och svenska.
Ordroten gut är identisk med got och det har ofta påpekats att språket har vissa likheter med gotiskan. Dessa likheter har föranlett språkvetare som Elias Wessén och Dietrich Hofmann att föreslå en historisk koppling. Det bör dock framhållas att forngutniskan i allt väsentligt är ett särpräglat nordiskt språk.

## Karaktäristika
Kännetecknande för forngutniskan är:
1. Samtliga fornnordiska diftonger bevaras liksom i de fornvästnordiska språken men i motsats till de östnordiska. Det heter således: stain (sten), gait (get), auga 
(öga), draumbr (dröm), droyma (dröm som verb), oyra (öra). Forngutniskan är här till och med konservativare än de fornvästnordiska språken, eftersom den bevarat den urnordiska diftongen -ai, vilken i exempelvis fornnorska och isländska leniserats till -ei. I de östnordiska språken har den blivit till en monoftong, -e. Forngutniskans -oy motsvarar fornisländskans -ey och fornnorskans öy (svenska/danska -ö). 
2. Fornnordiskans iu har blivit iau: fliauga (flyga).
3. Flera vokaler uttalas mer slutet: dyma (döma) etc.
3. Urnordiskt kort "u" bevaras i många fall: gutar (goter/gotlänningar), Gutland (Gotland), gutnisk (gotisk/gotländsk), bukkr (bock), sun (son), skut (skott), fulc (folk).
4. I-omljud förekommer oftare än i andra nordiska språk. slegr (slag), stedh (plats).
5. Östnordiskt ju-saknas i ord som i urnordiska hade ljudförbindelserna *-ingw- och *-inkw-. Singa (sjunga;  forndanska = siunga), sinka (sjunka; forndanska = siunka).

## Språkexempel
Forngutniskan är främst känd genom Gutalagen med dess tillägg Gutasagan. Nedan finns ett utdrag ur den senare med normaliserad fornnordisk ortografi. För att belysa dess likhet med västnordiska språk anförs, förutom en översättning till svenska, även en nutida isländsk översättning.
Forngutniska
Þissi Þiélvar hafði ann sun sum hít Hafðí. En Hafða kuna hít Hvítastierna. 
Þaun tu byggðu fyrsti á Gutlandi. Fyrstu nát sum þaun saman sváfu þa 
droymdi henni draumbr; So sum þrír ormar varin slungnír saman i barmi hennar, 
oc þýtti henni sum þair skriðin ýr barmi hennar. Þinna draum segði hán 
fyri Hafða bónda sínum. Hann ráð draum þinna so: Allt ir baugum bundit, 
bóland al þitta varða ok faum þriá syni aiga. Þaim gaf hann namn, 
allum ofýdum; Guti, al Gutland aiga; Graipr, al annar Haita; ok 
Gunfiaun þríði. Þair skiptu siðan Gutlandi i þriá þriðiunga, so at Graipr 
þann elzti laut norðasta þríðiung, ok Guti miðal þríþiung, en Gunfiaun 
þann yngsti laut sunnarsta. 
Modern isländska:
Þessi Þjálfar hafði annar son sem hét Hafði. En Hafða kona hét Hvítastjarna. 
þau byggðu fyrst Gotland. Fyrstu nóttina sem þau saman sváfu, þá dreymdi 
hana draum. Það var eins ok þrír snákar (ormar) væru flæktir saman á 
barmi hennar og þótti henni eins og þeir skriðu úr barm hennar. Þennan 
draum sagði hún fyri Hafða, bónda sínum og hann réð draumin svo. "Allt 
er baugum bundið, bú-land átti þetta að verða og við þrjá syni 
eiga". Þeim gaf hann nöfn öllum ófæddum. "Goti átti Gotland að 
eiga, Greipur átti annar að heita og Gunnfjón sá þriðji." Þeir skiftu 
síðan Gotlandi í þrjá þriðjunga. Svo að Greipur sá elsti fékk 
nyrsta þriðjunginn, Goti þann í miðju og Gunnfjón sá yngsti þann 
syðsta. 
Svenska:
Denne Tjelvar hade en son som hette Havde. Och Havdes hustru hette 
Vitstjärna. Dessa två var de första som bodde på Gotland. Den första natten 
när de sov tillsammans drömde hon en dröm. Det var som om tre ormar 
låg sammanslingrade i hennes barm och det tycktes henne som om de gled ut 
ur barmen. Denna dröm berättade hon för Havde, sin make, och han tydde 
drömmen således. "Allt är bundet i ringar. Bebott land skall detta varda och 
vi skall få tre söner". Dem gav han alla namn innan de var födda. "Gute 
skall äga Gotland, Graip skall den andre heta och Gunfjaun den tredje." 
De delade sedan Gotland i tre tredingar så att Graip, den äldste, fick den 
norra tredingen, Gute den mellersta och Gunfjaun, den yngste, den sydligaste.